# Gefecht bei Haynau
Frühjahrsfeldzug 1813
Lüneburg – Möckern – Halle – Großgörschen – Gersdorf – Bautzen – Reichenbach – Nettelnburg – Haynau – Halberstadt – Luckau
Herbstfeldzug 1813

Großbeeren – Katzbach – Dresden – Hagelberg – Kulm – Dennewitz – Göhrde – Altenburg – Wittenberg – Wartenburg – Liebertwolkwitz – Leipzig – Torgau – Hanau – Hochheim – Danzig
Winterfeldzug 1814

Épinal – Colombey – Brienne – La Rothière – Champaubert – Montmirail – Château-Thierry – Vauchamps – Mormant – Montereau – Bar-sur-Aube – Soissons – Craonne – Laon – Reims – Arcis-sur-Aube – Fère-Champenoise – Saint-Dizier – Claye –  Paris
Sommerfeldzug von 1815

Quatre-Bras – Ligny – Waterloo – Wavre – Paris
Das Gefecht bei Haynau am 26. Mai 1813 war die letzte militärische Aktion des Sechsten Koalitionskrieges vor dem Waffenstillstand vom 4. Juni bis 10. August 1813. 
Nach der verlorenen Schlacht bei Großgörschen zogen sich die Truppen von Gebhard Leberecht von Blücher hinter die Spree zurück. Bei der Schlacht bei Bautzen musste man erneut eine Niederlage einstecken. Bevor der Waffenstillstand von Pläswitz zum 4. Juni wirksam wurde, kam es in Haynau zu einem siegreichen Reitergefecht, das vor allem psychologische Wirkung hatte. Blücher musste sich als alleiniger Kommandeur in Schlesien behaupten, da die Entscheidungen der anderen Generäle der Alliierten ausblieben. So erstritt Blücher über Nicolas-Joseph Maison am 26. Mai 1813 einen Überraschungsangriff mit schlesischen und ostpreußischen Kürassieren. Damit endete der unbefriedigende Frühjahrsfeldzug 1813 mit einem überraschenden und tröstlichen Sieg.

## Bedeutung für die Zeitgenossen
Der preußische König Friedrich Wilhelm III. ließ durch Karl Friedrich Schinkel auf mehreren Schlachtfeldern der Befreiungskriege kleine Denkmäler im Stil gotischer Tabernakel aufstellen. So unter anderem auch in Haynau. Demnach stand dieses Gefecht in den Augen der Zeitgenossen in einer Reihe mit den Schlachten bei Großgörschen, Großbeeren, Wartenburg, an der Katzbach, bei Kulm, bei Dennewitz und bei Waterloo. Das Denkmal wurde 1945 durch polnische Pioniere beseitigt.